# Breg pri Borovnici
Breg pri Borovnici je naselje v Občini Borovnica.